# Dodge Tomahawk

De Dodge Tomahawk was een conceptmotorfiets van DaimlerChrysler onder diens merknaam Dodge. De motorfiets was in 2003 te zien op het autosalon van Detroit. Opvallend waren de dubbele voor- en achterbanden wat de motorfiets tot een auto maakt. Verder was de Tomahawk uitgerust met de 8,3 liter V10 die ook de Dodge Viper aandrijft. In 2005 besloot men 10 exemplaren van de Tomahawk te koop te stellen voor 550.000 USD per stuk. Aangezien de motorfiets niet op de weg is toegelaten wordt hij verkocht als een soort kunstwerk en is het hem ook meer om de V10 te doen dan om de motorfiets zelf.